# Bert Verhoeff
Bert Verhoeff (Den Haag, 23 januari 1949) is een Nederlandse fotograaf. Hij won diverse fotoprijzen, onder meer de Zilveren Camera 1984. Verhoeff werd in 1988 uitgeroepen tot Nederlands Fotojournalist van het jaar. Hij maakte boeken en tentoonstellingen.

## Leven en werk
Verhoeff doorliep de middelbare school (HBS) aan het Hervormd Lyceum West in Amsterdam. Na enige jaren van werken bij uitzendbureaus afgewisseld met liftreizen door Europa werd hij in 1969 als leerling-fotojournalist aangenomen door fotopersbureau Anefo waar hij tot 1978 in dienst was. Tussen 1979 en 1989 stuurde hij foto's van nieuws- en sportonderwerpen naar zo'n twaalftal kranten in de hoop dat ze werden geplaatst. Maar hij ging ook steeds meer in opdracht werken voor verschillende dag- en weekbladen zoals de Volkskrant, Het Parool, Trouw, NRC Handelsblad, Algemeen Dagblad en Vrij Nederland. In 1984 won hij de Zilveren Camera, de prijs voor de beste persfoto van het jaar, voor zijn foto van een omhoog kijkende minister Van Aardenne na publicatie van het RSV-rapport.
Van 1989 tot 2004 werkte hij voor de Volkskrant, waar hij tussen 2000 en 2002 chef van de fotoredactie was. Vanaf 2004 verliet hij de fotojournalistiek en ging aan langlopende projecten werken die resulteerden in zo'n twaalftal fotoboeken en ongeveer evenveel tentoonstellingen in verschillende galeries, musea en fotofestivals.
Verhoeff is aangesloten bij het fotobureau Hollandse Hoogte dat in 2018 opging in ANP-FOTO.
Van 2003 tot 2009 was hij in deeltijd docent aan de Koninklijke Academie van Beeldende Kunsten in Den Haag. Ook vervulde hij verschillende bestuursfuncties op het gebied van fotografie, zoals het voorzitterschap van de NFA (het Nederlands Fotoarchief en een van de voorlopers van het Nederlands Fotomuseum, 1992-2000), Fotofestival Naarden (2001-2007), Burafo (2008-2011) en lid van het bestuur van stichting Pictoright (2008-2012).
Het archief van Verhoeff gaat naar het Nederlands Fotomuseum.

## Enkele foto's uit Verhoeffs Anefo-periode

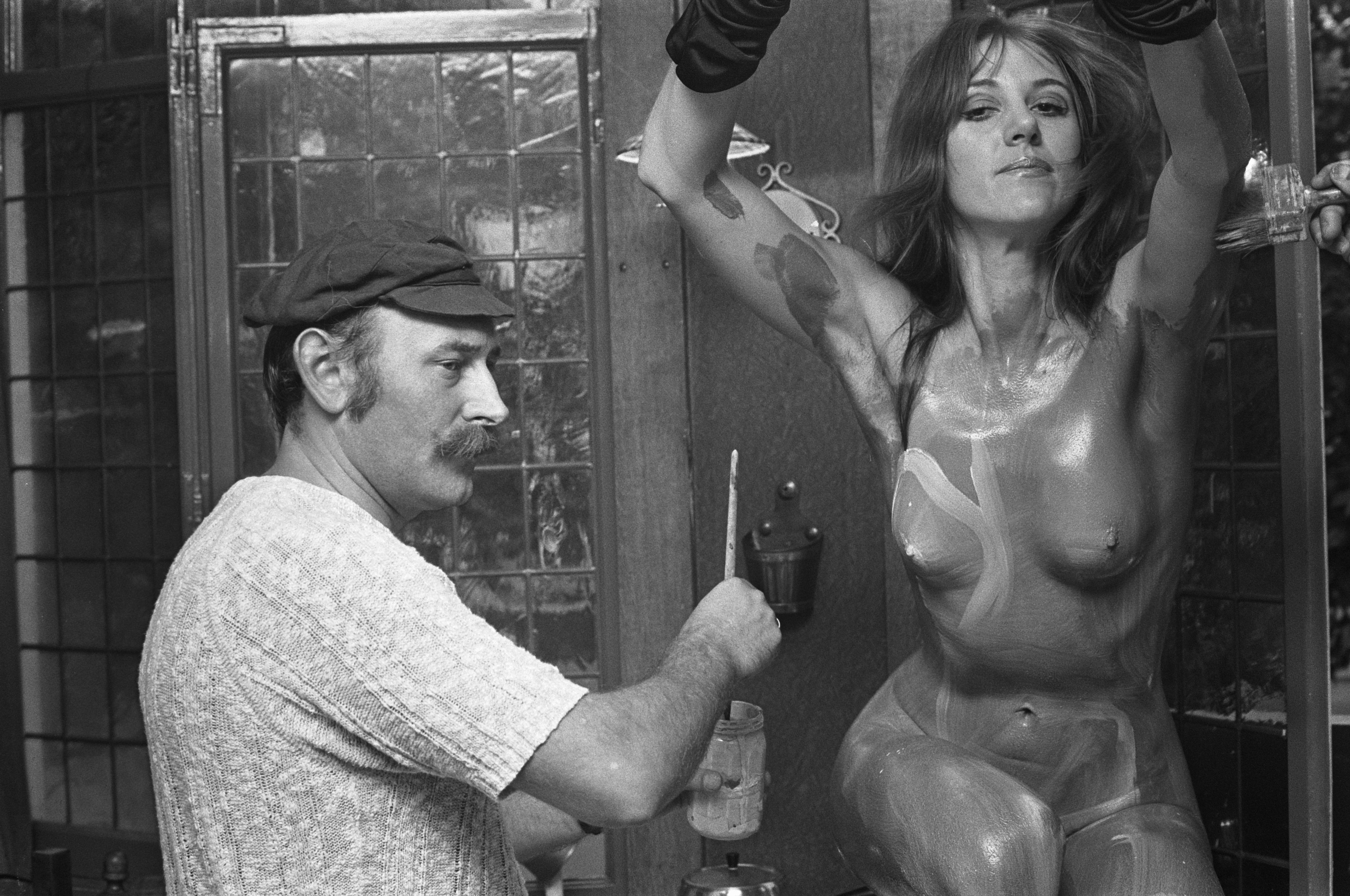
Cor Jaring (1969)
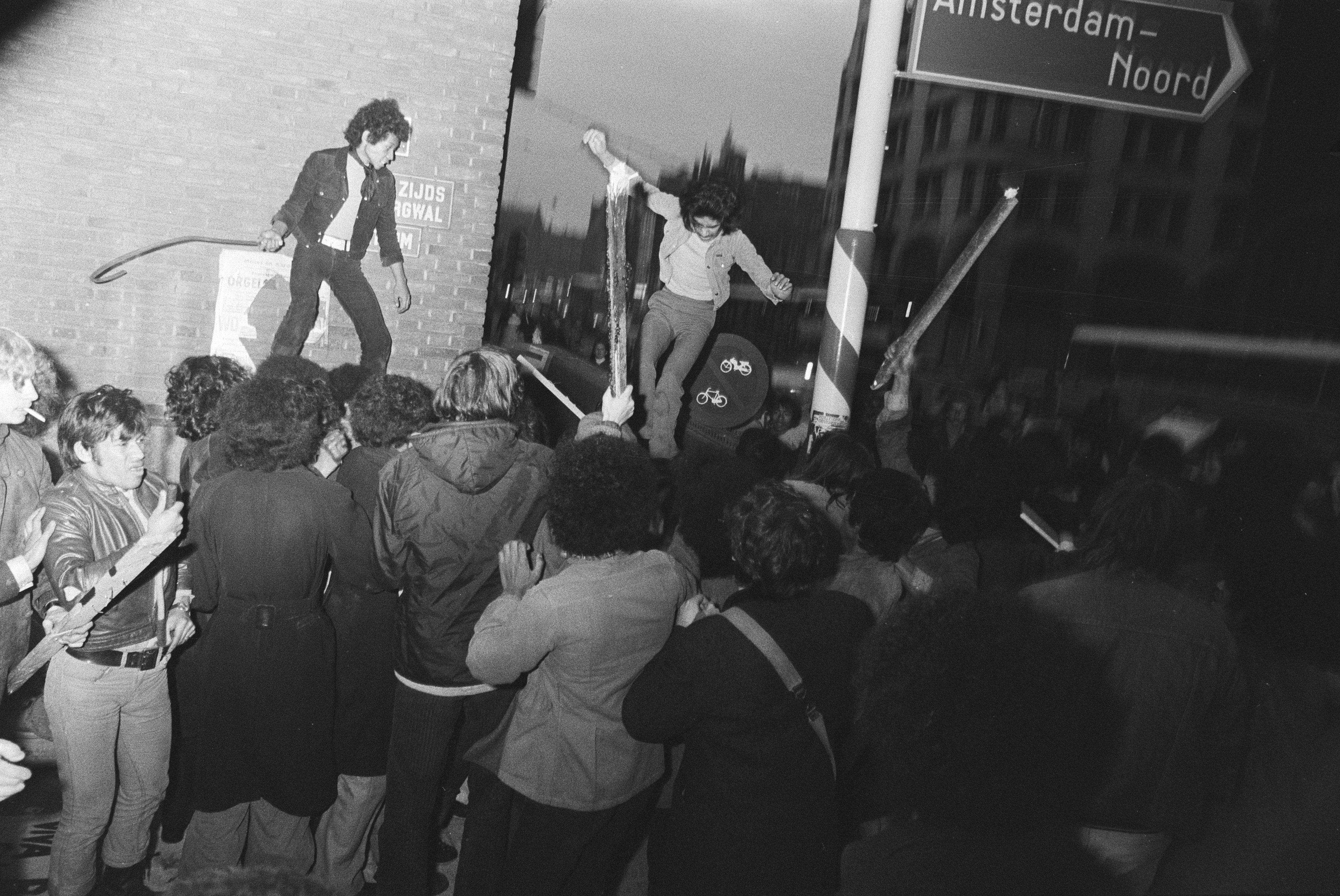
Demonstratie Molukkers (1970)
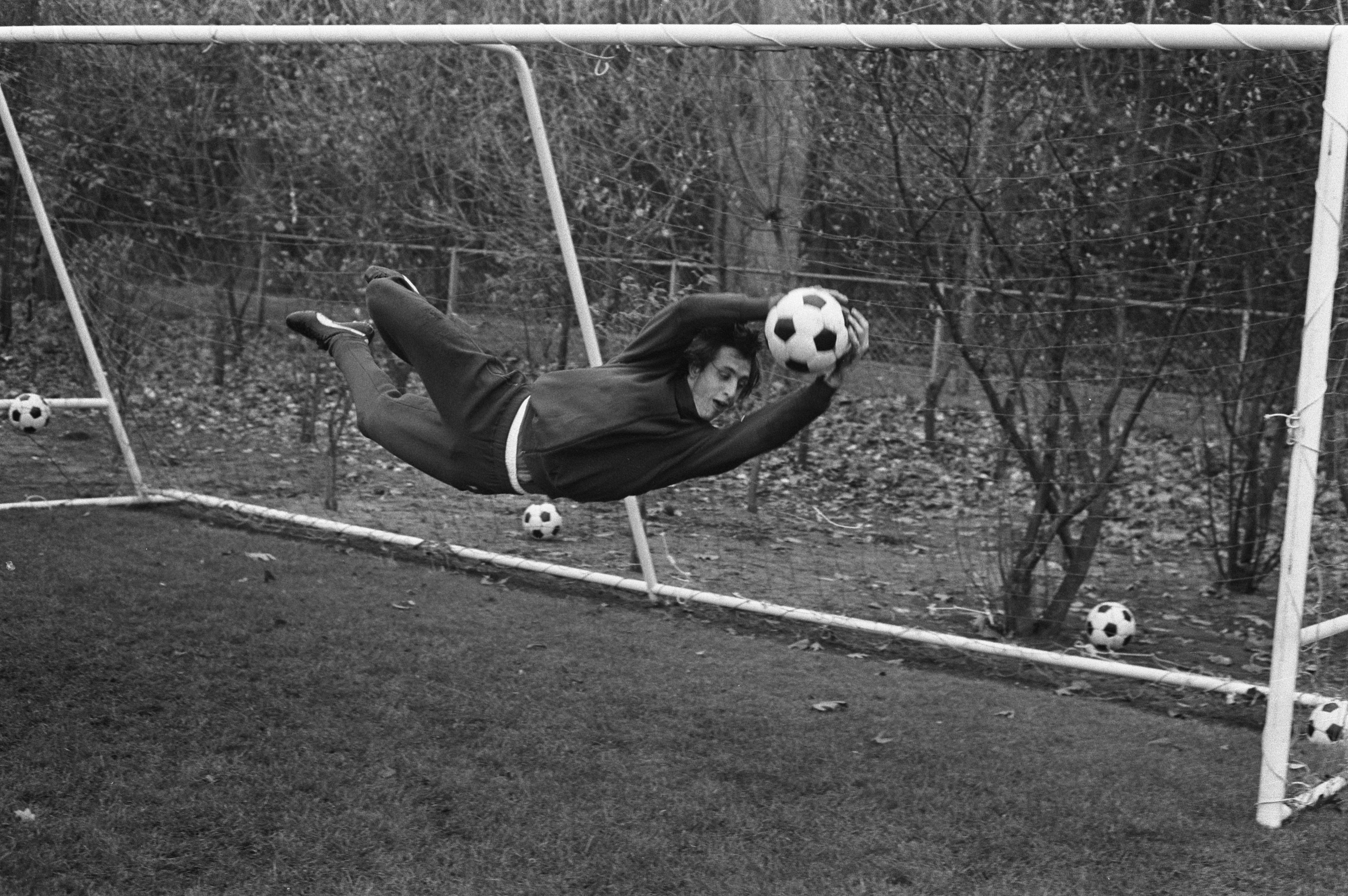
Johan Cruijff als keeper (1971)
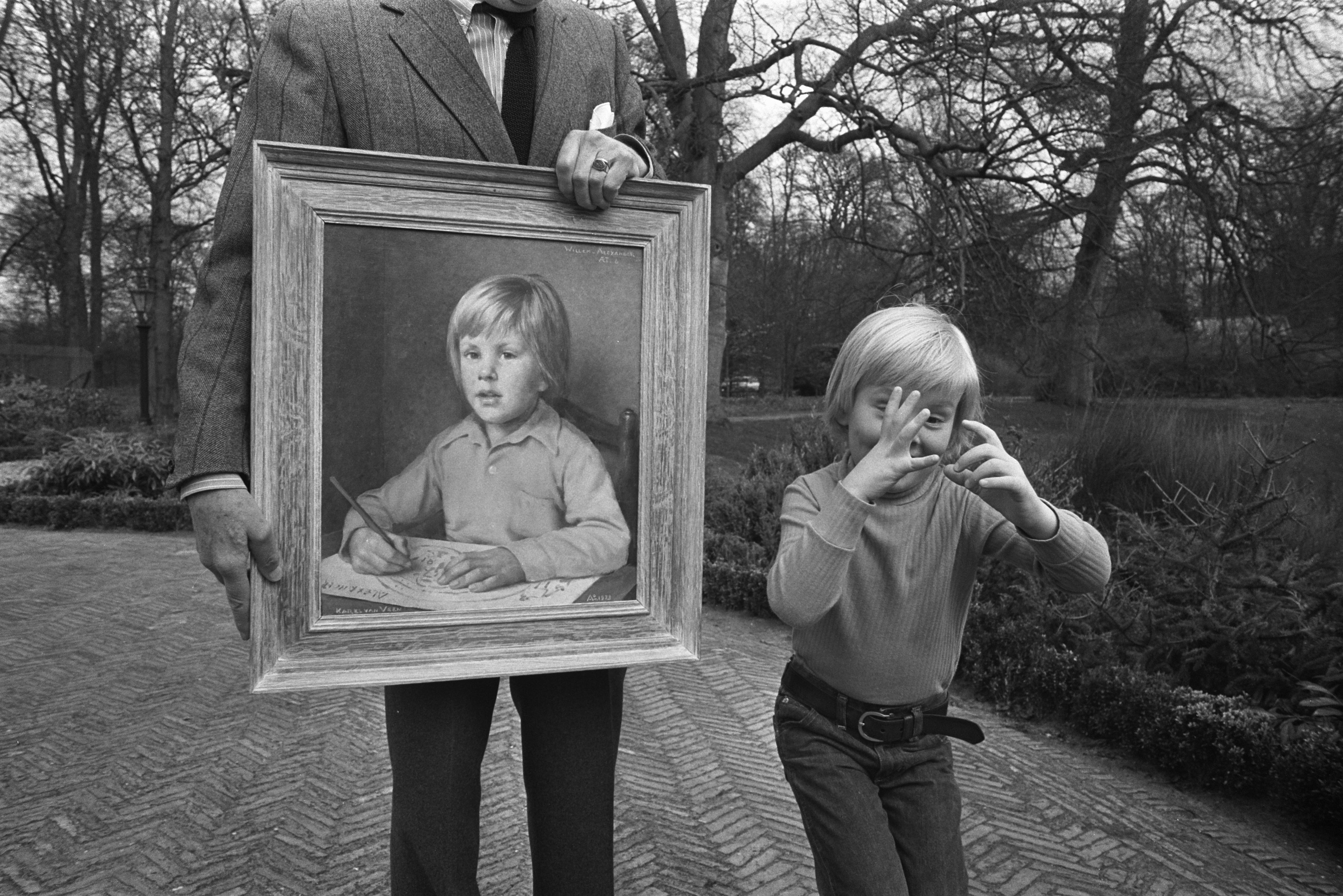
Willem-Alexander (1973)
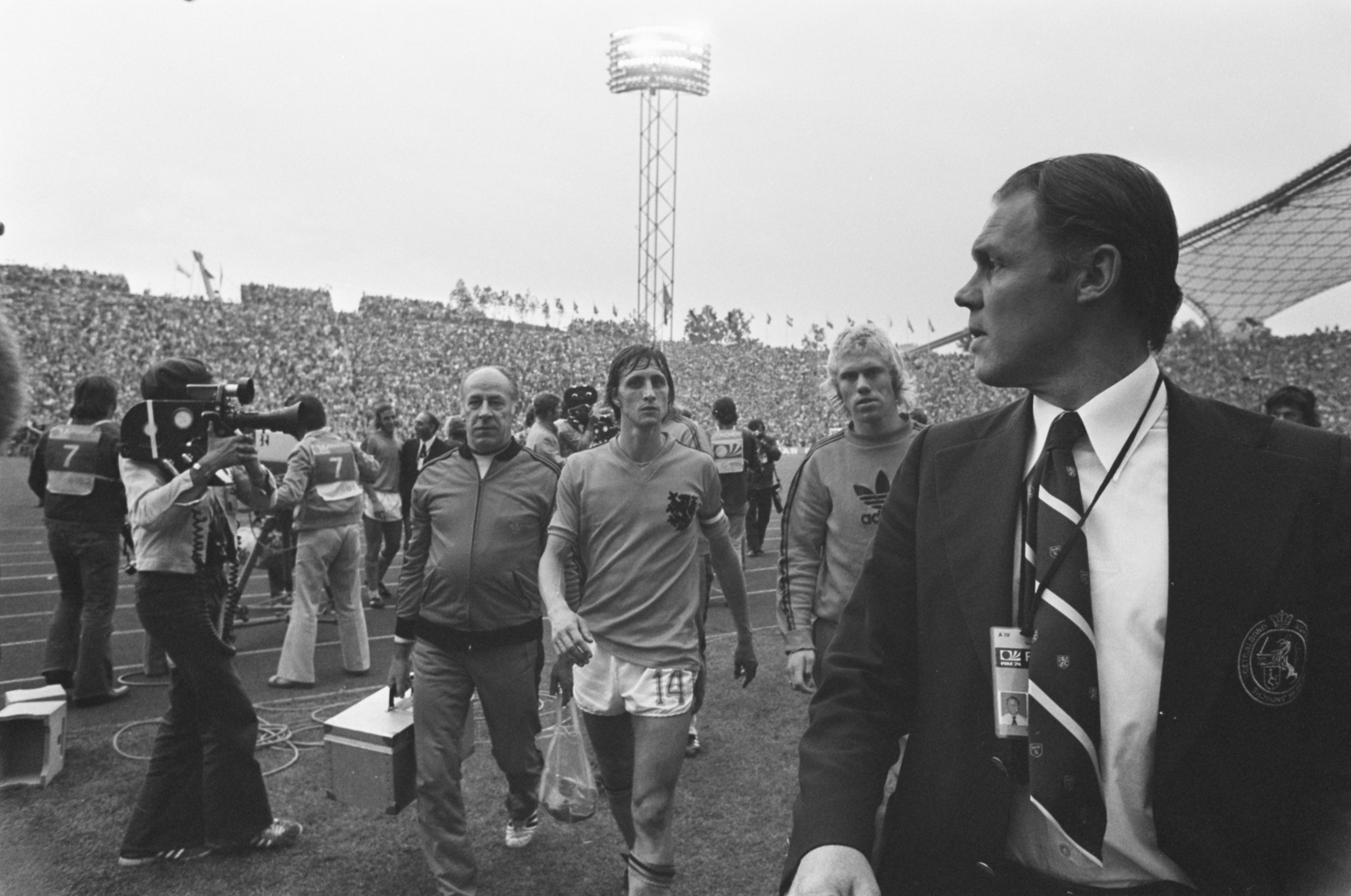
Duitsland-Nederland (1974)
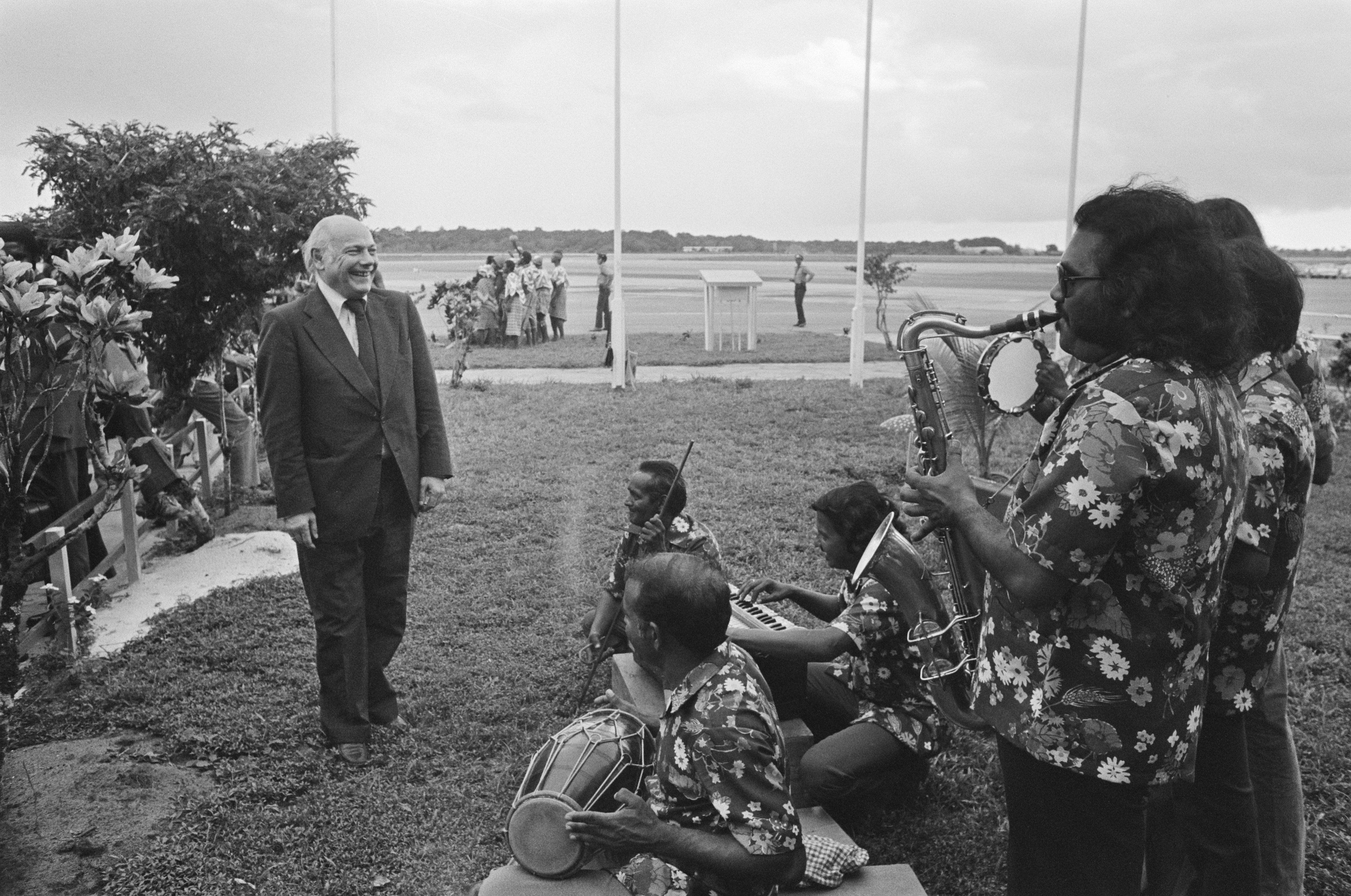
Den Uyl in Suriname (1975)
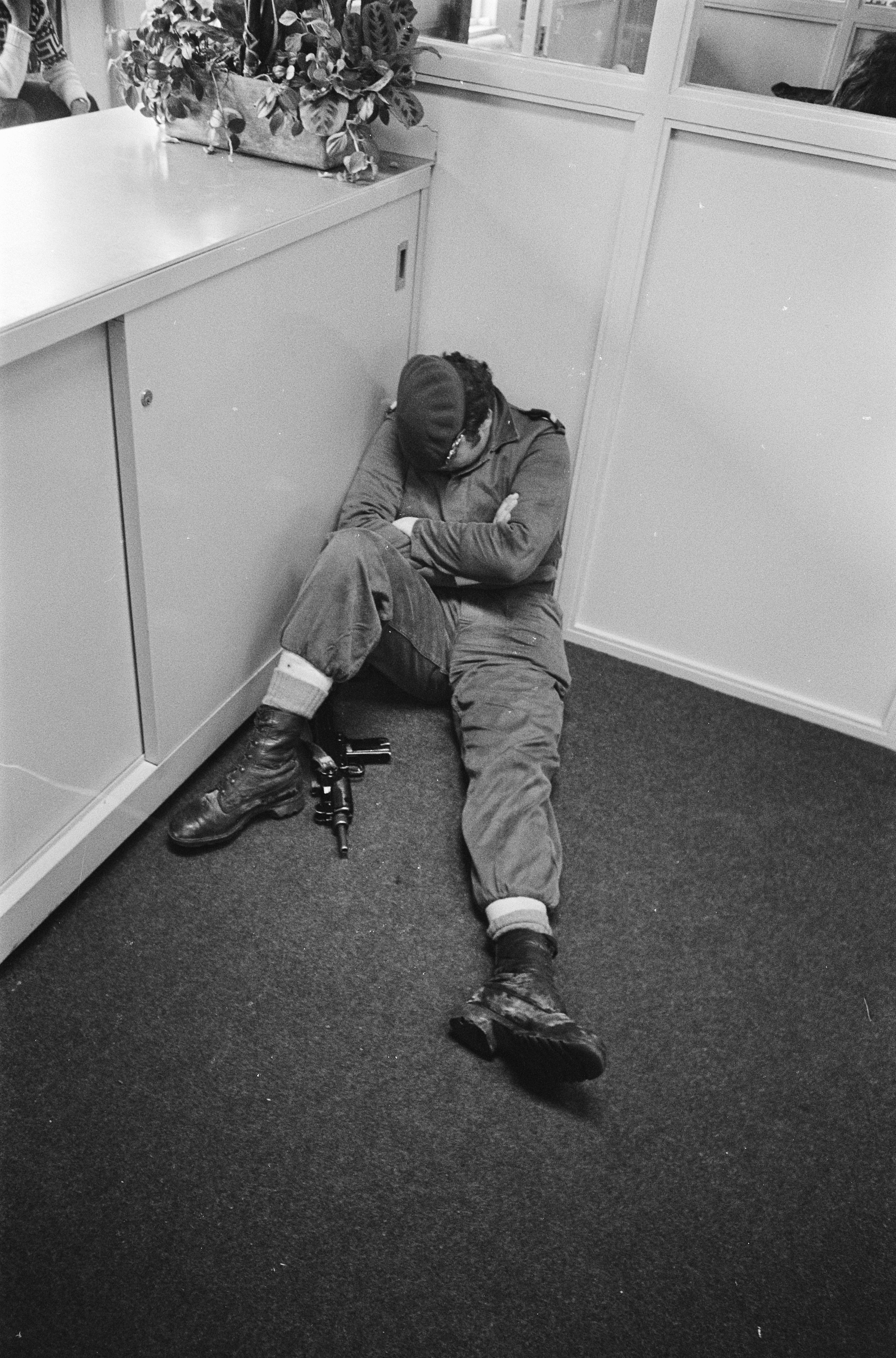
Treinkaping Wijster (1975)
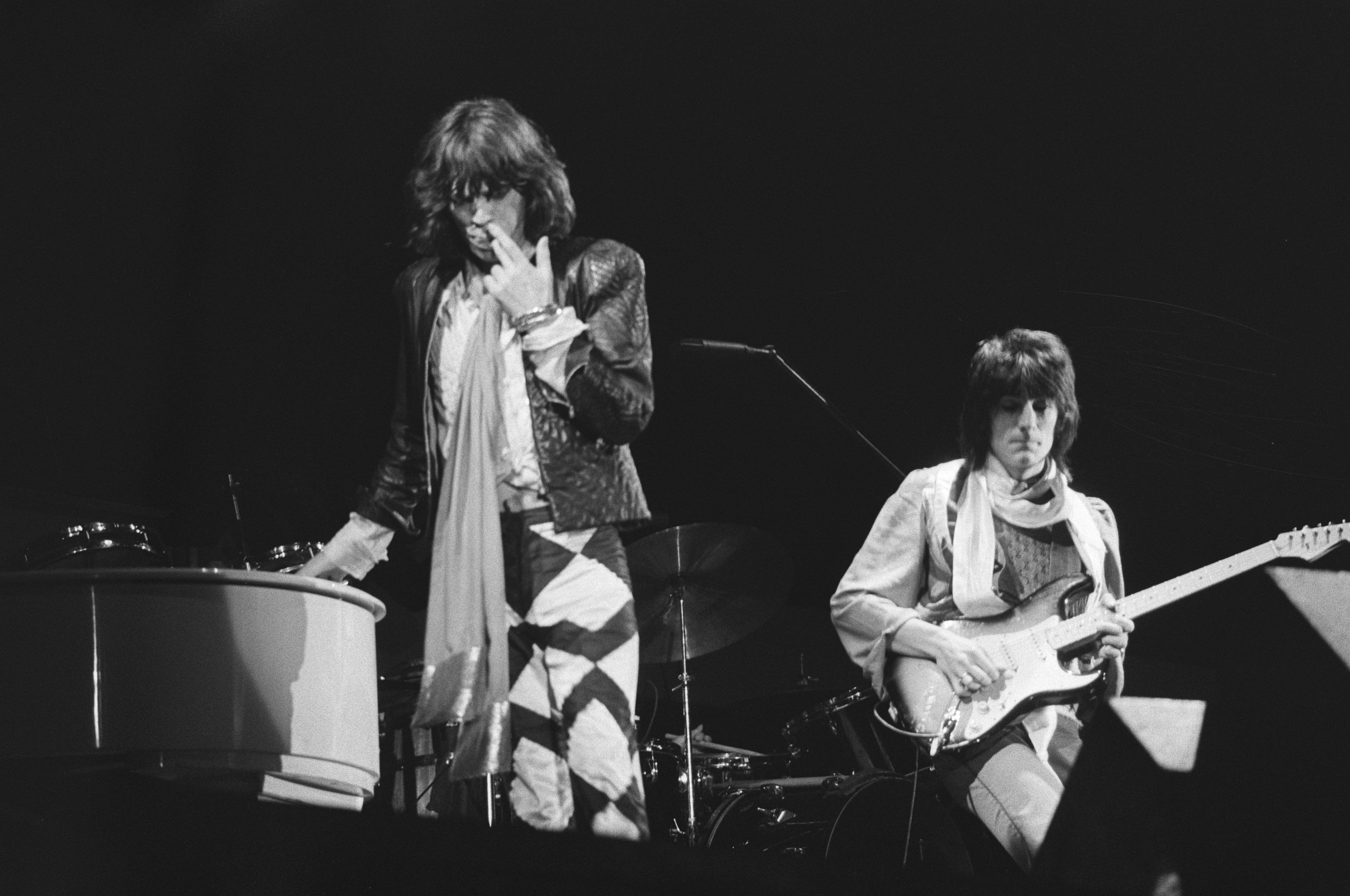
Rolling Stones (1976)

## Boeken (selectie)
- Bert Verhoeff en David Galjaard: Stroom. De Zaan in beweging. Zaandam, Zaans Museum en uitgeverij Noord-Holland, 2023, ISBN 978-94-92335-44-9
- Bert Verhoeff, Sietse van der Hoek en Rogier Fokke: Kraakrepubliek. De erfenis van een tegenbeweging. Eindhoven, Lecturis, 2016. ISBN 978-94-6226-160-0
- Bert Verhoeff: NL. Zoektocht naar Nederland in 369 foto's, zeven mini-essays en één liedtekst. Eindhoven, Lecturis, 2013. ISBN 978-94-6226-037-5
- Bert Verhoeff, gedichten en nawoord Gerrit Molenaar: KUS ME NOG EENS WAKKER, over dementie. Uitgeverij de Brouwerij, 2011 ISBN 978 90 78905 53 0
- Bert Verhoeff: Bij ons in het Gooi. Verhoeff, 2010. ISBN 978-94-6061-007-3
- Bert Verhoeff, met teksten van Jan. P. Thijsse en Rolf Bos: LANGS HET IJSSELMEER, van werkzee tot speelmeer. Uitgave Ipso Facto, 2007. ISBN 978 90 77386 040
- Bert Verhoeff & Marian Spinhoven: Het wonder van Waterland zo dicht bij Amsterdam. Edam, Uitgeverij de Stad. Wormerveer, Uitgeverij Noord-Holland, 2004. ISBN 978-90-807099-3-5
- August Willemsen en Bert Verhoeff: Van Tibooburra naar Packsaddle. Australië in 7 stukken, 59 foto's en een epiloog. (Eerder in afleveringen verschenen in Vrij Nederland). Amsterdam, De Arbeiderspers, 2001. ISBN 90-295-5648-X
- De boomgaard der gelukzaligen. De wereld van Nescio - 50 jaar later. Foto's door Bert Verhoeff, teksten Nescio, tekstbezorging Lieneke Frerichs. Amsterdam, Rap, 1999. ISBN 90-6005-739-2

## Tentoonstellingen (selectie)
- Museum Fodor (voorloper Foam), De Nieuwe Kerk Amsterdam, NOS-gebouw, stadhuis Den Haag, De Tweede Kamer, de Melkweg Amsterdam, Het Edams Museum, SBK Osdorp, Breda en Texel, Janskerk Haarlem, Singer Museum Laren, OBA Amsterdam, Museum Hilversum, Zaans Museum.
- DE JAARLIJKSE FOTO-OPDRACHTEN van de gemeente Amsterdam (1980), het Rijksmuseum(1994) en de Provincie Noord-Holland (2009)
- HET FOTOARCHIEF: Een gedeelte van het fotoarchief is te zien bij 1000fotos.org (met een uitgebreide biografie), de website van Verhoeff en ANPFOTO.